# Чемпіонат СРСР з хокею із шайбою 1986—1987
41-й чемпіонат СРСР з хокею із шайбою проходив з 18 вересня 1986 року по 9 травня 1987 року. У змаганні брали участь дванадцять команд. Переможцем став клуб ЦСКА. Найкращий бомбардир — Сергій Макаров (53 очка).

## Вища ліга

### Перший етап
| М   | Команда                      | І  | В  | Н | П  | Ш      | О  |
| --- | ---------------------------- | -- | -- | - | -- | ------ | -- |
| 1.  | ЦСКА                         | 22 | 20 | 1 | 1  | 122-44 | 41 |
| 2.  | «Динамо» Москва              | 22 | 15 | 2 | 5  | 104-62 | 32 |
| 3.  | «Крила Рад» (Москва)         | 22 | 11 | 4 | 7  | 75-60  | 26 |
| 4.  | СКА (Ленінград)              | 22 | 10 | 5 | 7  | 81-69  | 25 |
| 5.  | «Хімік» (Воскресенськ)       | 22 | 9  | 5 | 8  | 77-80  | 23 |
| 6.  | «Спартак» Москва             | 22 | 9  | 4 | 9  | 74-62  | 22 |
| 7.  | «Динамо» (Рига)              | 22 | 8  | 4 | 10 | 61-74  | 20 |
| 8.  | Сокіл (Київ)                 | 22 | 8  | 1 | 12 | 79-91  | 19 |
| 9.  | «Трактор» (Челябінськ)       | 22 | 6  | 5 | 11 | 52-72  | 17 |
| 10. | «Торпедо» (Горький)          | 22 | 6  | 4 | 12 | 66-85  | 16 |
| 11. | «Салават Юлаєв» Уфа          | 22 | 5  | 3 | 14 | 47-93  | 13 |
| 12. | «Автомобіліст» (Свердловськ) | 22 | 3  | 4 | 15 | 57-103 | 10 |

### Другий етап
| М   | Команда                | І  | В  | Н | П  | Ш       | О  |
| --- | ---------------------- | -- | -- | - | -- | ------- | -- |
|     | ЦСКА                   | 40 | 36 | 2 | 2  | 223-80  | 74 |
|     | «Динамо» Москва        | 40 | 26 | 4 | 10 | 174-107 | 60 |
|     | СКА (Ленінград)        | 40 | 21 | 7 | 12 | 154-134 | 49 |
| 4.  | «Крила Рад» (Москва)   | 40 | 17 | 8 | 15 | 126-118 | 42 |
| 5.  | «Хімік» (Воскресенськ) | 40 | 16 | 9 | 15 | 142-154 | 41 |
| 6.  | «Спартак» Москва       | 40 | 16 | 8 | 16 | 131-120 | 40 |
| 7.  | «Динамо» (Рига)        | 40 | 14 | 5 | 21 | 117-132 | 33 |
| 8.  | «Торпедо» (Горький)    | 40 | 12 | 7 | 21 | 118-155 | 31 |
| 9.  | Сокіл (Київ)           | 40 | 12 | 2 | 26 | 130-175 | 26 |
| 10. | «Трактор» (Челябінськ) | 40 | 9  | 7 | 24 | 84-132  | 25 |

### Склад чемпіонів
Золоті нагороди переможців чемпіонату СРСР отримали:
- воротар — Євген Бєлошейкін, Олег Браташ;
- захисники — В'ячеслав Фетісов, Олексій Гусаров, Олексій Касатонов, Володимир Константинов, Дмитро Миронов, Сергій Селянин[ru], Володимир Зубков[ru], Ігор Стельнов, Сергій Стариков;
- нападники — В'ячеслав Биков, Андрій Хомутов, Євген Давидов, Сергій Федоров, Олександр Герасимов, Ірек Гімаєв[de], Володимир Крутов, Ігор Ларіонов, Олександр Зибін[de], Михайло Васильєв, Сергій Макаров, Валерій Каменський, Олександр Могильний, Сергій Осипов.

Тренери — Віктор Тихонов, Віктор Кузькін, Борис Михайлов.
Протягом турніру за команду також грали: воротарі — Олег Браташ, Олександр Тижних; захисник — Ігор Нікітін; нападники — Микола Дроздецький, Павло Костичкін, Ігор Вязмикін, Андрій Виноградов.

### Найкращі бомбардири
| Гравець           | Команда              | Г  | П  | О  |
| ----------------- | -------------------- | -- | -- | -- |
| Сергій Макаров    | ЦСКА                 | 21 | 32 | 53 |
| Володимир Крутов  | ЦСКА                 | 26 | 24 | 50 |
| Ігор Ларіонов     | ЦСКА                 | 20 | 26 | 46 |
| Анатолій Семенов  | «Динамо» Москва      | 15 | 29 | 44 |
| Володимир Щуренко | «Хімік» Воскресенськ | 24 | 18 | 42 |
| Сергій Свєтлов    | «Динамо» Москва      | 20 | 19 | 39 |
| В'ячеслав Биков   | ЦСКА                 | 18 | 15 | 33 |
| Андрій Хомутов    | ЦСКА                 | 15 | 18 | 33 |
| В'ячеслав Фетісов | ЦСКА                 | 13 | 20 | 33 |
| Олексій Касатонов | ЦСКА                 | 13 | 17 | 30 |

### Призи та нагороди

#### Командні
| Нагорода                     | Переможець       |
| ---------------------------- | ---------------- |
| Приз справедливої гри        | ЦСКА             |
| Приз імені Всеволода Боброва | ЦСКА             |
| Приз «Гроза авторитетів»     | «Спартак» Москва |
| Кубок прогресу               | СКА (Ленінград)  |

#### Індивідуальні
| Нагорода         | Переможець                                               |
| ---------------- | -------------------------------------------------------- |
| Новачок сезону   | Михайло Шталенков («Динамо» Москва)                      |
| Влучний захисник | В'ячеслав Фетісов (ЦСКА)                                 |
| Хет-трик         | Володимир Щуренко («Хімік» Воскресенськ)                 |
| Три бомбардири   | Сергій Макаров — Ігор Ларіонов — Володимир Крутов (ЦСКА) |

## Лауреати Федерації
До символічної збірної сезону, затвердженої президією Федерації хокею СРСР увійшли:
| Воротар: Євген Бєлошейкін. Захисники: В'ячеслав Фетісов, Олексій Касатонов. Нападники: Сергій Макаров, Ігор Ларіонов, Володимир Крутов. |

Президія Федерації хокею СРСР також визначила список 34 кращих хокеїстів сезону (3+10+21):
| Воротарі: Євген Бєлошейкін (ЦСКА), Сергій Мильников («Трактор»), Віталій Самойлов («Динамо» Р). Захисники: В'ячеслав Фетісов, Олексій Касатонов, Сергій Стариков, Ігор Стельнов, Олексій Гусаров (усі — ЦСКА), Зінетула Білялетдінов, Василь Первухін, Михайло Татаринов, Олег Микульчик (усі — «Динамо» М), Ігор Євдокімов (СКА). Нападники: Сергій Макаров, Ігор Ларіонов, Володимир Крутов, Андрій Хомутов, В'ячеслав Биков, Валерій Каменський, Михайло Васильєв (усі — ЦСКА), Сергій Свєтлов, Анатолій Семенов, Андрій Ломакін, Олександр Семак (усі — «Динамо» М), Володимир Щуренко («Хімік»), Сергій Пряхін, Сергій Харін, Сергій Нємчинов, Юрій Хмильов (усі — «Крила Рад»), Михайло Варнаков («Торпедо» Г), Михайло Кравець, В'ячеслав Лавров, Ігор Власов (усі — СКА), Герман Волгін («Спартак»). |

## «Сокіл»
Статистика гравців українського клубу в чемпіонаті:
| Воротарі: Юрій Шундров — 38 (140п), Євген Бруль — 13 (27п), Олександр Васильєв — 2 (8п); Захисники: Валерій Ширяєв — 40 (4+6), Сергій Горбушин — 40 (2+8), Олег Васюнін — 37 (2+5), Валерій Шахрай — 38 (1+5), Валерій Сидоров — 34 (1+3), Анатолій Доніка — 39 (0+4), Володимир Кирик — 9 (0+1), Олександр Годинюк — 9 (0+1), Андрій Овчинников — 4 (0+1), Олег Посметьєв — 10 (0+0), Вадим Бут — 9 (0+0). Нападники: Петро Малков — 40 (15+9), Анатолій Степанищев — 40 (9+14), Сергій Земченко — 40 (13+9), Євген Шастін — 34 (12+9), Раміль Юлдашев — 40 (16+3), Володимир Голубович — 40 (7+12), Євген Аліпов — 39 (11+5), Сергій Давидов — 38 (12+3), Олександр Куликов — 39 (8+5), Андрій Сидоров — 18 (4+3), Євген Рощин — 33 (3+4), Микола Наріманов — 17 (4+1), Дмитро Христич — 20 (3+0), Олег Синьков — 20 (1+2), Валерій Ботвинко — 6 (2+0), Анатолій Найда — 16 (0+0). Старший тренер — Анатолій Богданов; тренери — Броніслав Самович, Олександр Фадєєв. |

## Перехідний турнір
| М  | Команда                       | І  | В  | Н | П  | Ш       | О  |
| -- | ----------------------------- | -- | -- | - | -- | ------- | -- |
| 1. | «Торпедо» (Ярославль)         | 28 | 18 | 3 | 7  | 117-74  | 39 |
| 2. | «Іжсталь» (Устинов)           | 28 | 18 | 1 | 9  | 124-115 | 37 |
| 3. | «Автомобіліст» (Свердловськ)  | 28 | 13 | 6 | 9  | 113-97  | 32 |
| 4. | «Торпедо» (Усть-Каменогорськ) | 28 | 12 | 7 | 9  | 133-133 | 31 |
| 5. | СК ім. Урицького (Казань)     | 28 | 12 | 4 | 12 | 106-93  | 28 |
| 6. | «Динамо» Харків               | 28 | 12 | 3 | 13 | 116-105 | 27 |
| 7. | «Салават Юлаєв» Уфа           | 28 | 8  | 4 | 16 | 92-116  | 20 |
| 8. | «Торпедо» Тольятті            | 28 | 2  | 6 | 20 | 84-152  | 10 |

Перехідні матчі
- «Автомобіліст» (Свердловськ) — «Трактор» (Челябінськ) 2:2, 3:2, 4:2, 4:4
- «Торпедо» Усть-Каменогорськ — Сокіл (Київ) 4:5, 5:11, 5:13

Автори закинутих шайб у складі харківського «Динамо»: Олексій Ткачук - 24, Михайло Анферов - 13, Альфред Юнусов - 11, Ігор Фуніков - 11, Ігор Коржилов, Владислав Єршов, Анатолій Варивончик - по 6, Андрій Мажугін, Андрій Яковенко, Олександр Печенєв, Володимир Любкін - по 5, Володимир Єловиков, Сергій Повечеровський - по 4, Андрій Віттенберг, Сергій Петренко - по 3, Вадим Благодатських - 2, Віктор Глушенков, Сергій Алексєєв, Дмитро Фролов - по 1.